# Николаев, Александр Николаевич
Алекса́ндр Никола́евич Никола́ев (2 мая 1850 — 14 апреля 1916) — русский генерал-лейтенант, генерал-адъютант. Главный герой исторической миниатюры В. Пикуля «Шарман, шарман, шарман».

## Биография

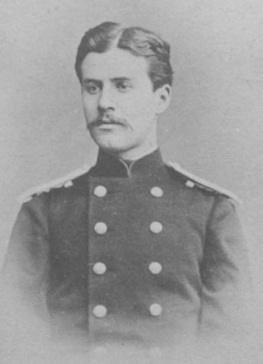
А. Н. Николаев в начале военной службы

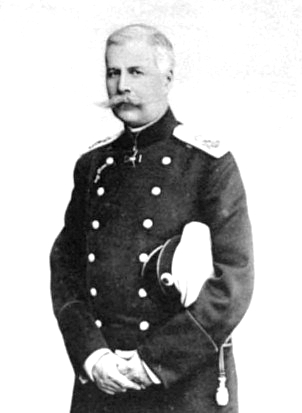
А. Н. Николаев

Родился 24 декабря 1850 года. Происходил из дворян Тульской губернии. Сын генерал-майора Николая Ивановича и Надежды Николаевны урожденной Лопухиной.
В службу вступил 1-го сентября 1867 года юнкером рядового звания в Николаевское кавалерийское училище. Был вахмистром 1-го взвода. 12 июля 1869 года произвёден корнетом в кавалергарды.
В 1872 году произвёден в поручики, в 1875 году в штабс-ротмистры, а в 1877 году в ротмистры. С 28 марта 1878 года по 30 марта 1882 года командовал лейб-эскадроном. В 1881 году произведен в полковники. С 31 мая 1882 года по 27 мая 1885 года заведывал хозяйством. 12 сентября 1891 года назначен командиром 2-го лейб-драгунского Псковского Её Величества Государыни Марии Фёдоровны полка.
11 июня 1896 года произведён в генерал-майоры с назначением командиром 1-й бригады 15-й кавалерийской дивизии, а через два месяца, 11 августа назначен командиром Кавалергардского полка и 3 октября вступил в командование. В день юбилея полка, 11 января 1899 года пожалован в Свиту Его Величества.
16 мая 1900 года назначен командиром 2-й бригады 1-й гвардейской кавалерийской дивизии, с пожалованием кавалергардского мундира. Сдал полк 5 июля. 11 апреля 1902 года назначен командиром 1-й бригады той же дивизии. С 15 апреля по 3 мая командирован для сопровождения персидского шаха. С 28 декабря 1903 года назначен состоять по гвардейской кавалерии с зачислением в списки Кавалергардского полка. Скончался 14 апреля 1916 года. Похоронен в церкви Кавалергардского Ея Величества Государыни Императрицы Марии Феодоровны полка.

## Военные чины и свитские звания
- В службу вступил (01.09.1867)[4]
- Корнет гвардии (12.07.1869)
- Поручик (18.04.1873)
- Штабс-ротмистр (13.04.1875)
- Ротмистр (27.03.1877)
- Полковник (05.09.1881)
- Генерал-майор (12.06.1896)
- Генерал-майор Свиты (1899)
- Генерал-лейтенант (18.04.1910)
- Генерал-адъютант (1910)

## Награды
- Орден Святой Анны 3 ст. (1880)[4]
- Орден Святого Станислава 2 ст. (1883)
- Орден Святого Владимира 4 ст. (1889)
- Орден Святого Владимира 3 ст. (1893)
- Орден Святого Станислава 1 ст. (1901)
- Орден Святой Анны 1 ст. (1904)
- Орден Святого Владимира 2 ст. (1908)

Иностранные:
- черногорский Орден Данило I 3 ст. (1886)
- черногорский Орден Данило I 2 ст. (1889)
- французский Орден Почетного Легиона командорский крест (1897)
- прусский Орден Короны 2 ст. со звездой (1898)
- румынский Орден Звезды Румынии большой офицерский крест (1899)
- датский Орден Данеброга 1 ст. (1899)
- персидский Орден Льва и Солнца 1 ст. с алмазами (1902)
- итальянский Орден Святых Маврикия и Лазаря 1 ст. (1903)